# كلالة (غلستان)
كلالة (بالفارسية: کلاله) هي مدينة تقع في إيران في قسم. يقدر عدد سكانها بـ 27,661 نسمة .

## التركيبة السكانية

### السكان
في وقت التعداد الوطني لعام 2006 ، كان عدد سكان المدينة 27661 في 6446 أسرة.أحصى التعداد التالي في عام 2011 27951 شخصا في 7306 أسرة.
قاس تعداد عام 2016 عدد سكان المدينة بـ 36176 نسمة في 10346 أسرة.